# Schlacht von Pharsalos
Massilia – Ilerda – Utica – Bagradas – Dyrrhachium – Pharsalos – Nil – Ruspina – Thapsus – Munda
Die Schlacht von Pharsalos ereignete sich am 9. August 48 v. Chr. in der Nähe Pharsalas im nordgriechischen Thessalien zwischen Gaius Iulius Caesar auf der einen, Gnaeus Pompeius Magnus und den Kräften des römischen Senats auf der anderen Seite. Sie war die entscheidende Schlacht während des Bürgerkrieges von 49–45 v. Chr.

## Vorgeschichte
Am 10. Januar 49 v. Chr. überschritt Caesar den Grenzfluss Rubikon, der Italien von der Provinz Gallia cisalpina trennte, und begann den Bürgerkrieg. In Eilmärschen rückte er nach Rom vor, das von Pompeius und dem größten Teil des Senats geräumt wurde, da es keine Aussichten auf Erfolg in Italien gab. Pompeius floh mit seinen Anhängern nach Griechenland, um dort den weiteren Widerstand gegen Caesar zu organisieren.
Caesar eroberte, da er wegen fehlender Schiffe Pompeius nicht folgen konnte, Hispanien, Sizilien und Massilia. Eine Invasion Nordafrikas unter Caesars Unterbefehlshaber Gaius Scribonius Curio scheiterte jedoch. Caesar organisierte den Bau einer Flotte, um Pompeius nach Griechenland zu folgen.
Nach dem Bau einer Flotte konnte Caesar nur mit einem Teil seines Heers, etwa 15.000 Mann, nach Griechenland segeln. Der Rest des Heeres folgte später unter Marcus Antonius nach. Caesar schlug in der Nähe Dyrrhachiums (dem heutigen Durrës), wo Pompeius sich bereithielt, ein Lager auf. Nach einem erfolglosen Angriff auf Dyrrhachium musste sich Caesar weiter nach Süden zurückziehen, um Nahrungsmittel zu finden. Dabei gab er auch freie Hand bei der Plünderung griechischer Städte. Caesar ließ sich in Thessalien nieder, um dort die Entscheidungsschlacht gegen Pompeius zu suchen. Dieser verfolgte aber eine andere Strategie: Er wollte Caesar aushungern, um, wie er sagte, diesen Krieg zu beenden, ohne viel römisches Blut zu vergießen. Doch die Senatoren drängten Pompeius zu einer Entscheidungsschlacht, um den Krieg schnellstmöglich zu gewinnen und Caesar am Boden zu sehen. Währenddessen hatte Caesar schon einige Male sein Heer zur Schlacht bereitgestellt, doch Pompeius wollte nicht kämpfen lassen. Als der Druck der Senatoren immer größer wurde, gab Pompeius nach und stellte sein Heer in Schlachtformation auf. Caesar war gerade im Begriff, weiter zu marschieren, als er das Heer des Pompeius auf dem Hügel positioniert sah.

## Die Schlacht
Caesars Heer war dem des Pompeius zahlenmäßig weit unterlegen – an Fußvolk verfügte er über etwa 22.000, Pompeius hingegen über etwa 44.000 Legionäre. Während Caesar etwa 1000 Reiter bei sich hatte, soll die Armee des Senates über 7000 Reiter aufgestellt haben. Hinzu kommen auf beiden Seiten noch eine unbekannte Anzahl von Hilfstruppen. Caesar konnte jedoch auf motivierte und erfahrene Legionäre zurückgreifen, die zum Teil noch im Gallischen Krieg gekämpft hatten. Pompeius’ Heer bestand dagegen zu einem großen Teil aus Söldnern und ehemaligen Anhängern Caesars, auf deren Loyalität er nicht vertrauen konnte.
Pompeius stellte auf dem linken Flügel die zwei Legionen auf, die Caesar nach Senatsbeschluss kurz vor Beginn des Bürgerkriegs an ihn abgetreten hatte (1. und 3. Legion), dort befand sich auch Pompeius selbst. Das Zentrum hielt Metellus Scipio mit Legionen aus Syrien, auf dem rechten Flügel stand eine cilicische Legion zusammen mit Kohorten, die Afranius aus Hispanien herübergebracht hatte. Die übrigen Truppen stellte Pompeius zwischen die mittlere Schlachtreihe und die Flügel, weitere 2000 Freiwillige verteilte er über die ganze Schlachtordnung; sieben Kohorten ließ er als Besatzung im Lager zurück.
Caesar ordnete sein Heer in drei Schlachtreihen, die 10. Legion auf dem rechten (Führung: Publius Sulla), die neunte auf dem linken Flügel (Führung: Marcus Antonius). Er verband die stark zusammengeschmolzene 9. Legion mit der 8. Legion. In der Mitte erhielt Gnaeus Domitius Calvinus den Befehl. Caesar selbst stellte sich gegenüber von Pompeius auf dem rechten Flügel auf; sieben Kohorten ließ er zum Schutz des Lagers zurück.
Das Schlachtfeld von Pharsalos war im Süden auf Caesars linker Seite durch den Fluss Enipeus begrenzt, so dass die Entscheidung auf dem anderen Flügel im Norden fallen musste.
Dort hatten beide Parteien ihre Reiter postiert, Pompeius außerdem noch Bogenschützen und Schleuderer. Die Entscheidung fiel durch einen taktischen Schachzug Caesars: Als er die gegnerische Aufstellung sah, löste er sechs Kohorten aus der dritten Schlachtreihe heraus und bildete eine vierte Schlachtreihe. Er ordnete sie in einer Hakenstellung an, die vom Feind aus nicht einsehbar war.
Nach dem Aufeinandertreffen der vorderen Schlachtreihen hielten die alten, erfahrenen Legionäre Caesars trotz der Übermacht des Pompeius im Zentrum und am linken Flügel stand, während Caesars Kavallerie von der Reiterei des Pompeius unter dem Kommando des Labienus schnell zurückgedrängt wurde. Diesen vorstoßenden Reitern fiel Caesars Reserveinfanterie mit ihren Pila im Stil von Pikenieren in die Seite und schlug sie in die Flucht – die Reiter versuchten, die hohen Berge zu erreichen; in diesem Moment floh auch Pompeius vom Schlachtfeld. Die sechs Kohorten der vierten Linie töteten die schutzlosen Bogenschützen und Schleuderer, umgingen die Schlachtordnung des Pompeius und fassten sie mit Unterstützung der Reiterei in den Rücken. Gleichzeitig schickte Caesar in der Hauptkampflinie seine letzten frischen Truppen, die er bis dahin in einer abgesetzt marschierenden Linie zurückgehalten hatte, ins Gefecht. Jetzt wichen die Pompeianer endgültig zurück und flohen in Massen.
In der Mittagshitze ließ Caesar das Lager des Pompeius stürmen, die Besatzung floh in die hoch aufragenden Berge. Anschließend ergaben sich die pompeianischen Soldaten, Caesar begnadigte sie und machte sich an die Verfolgung des Pompeius.
Pompeius war zunächst in sein Lager geflohen, später segelte er weiter nach Ägypten, wo er auf Befehl von Pharao Ptolemaios XIII. ermordet wurde.
Die Nachwirkung der Schlacht war die Konsolidierung von Caesars Macht auch im Ostteil des Reiches und damit im gesamten Mittelmeerraum. Der Bürgerkrieg war damit praktisch entschieden.

## Literarische Verarbeitung
Der Bürgerkrieg zwischen Caesar und Pompeius und die Schlacht bei Pharsalos werden in diesen Werken verarbeitet:
- Epos von Lukan: Pharsalia, ca. aus den Jahren 62–65 n. Chr.
- Roman von Colleen McCullough: Rubikon aus dem Jahr 1997.
- Roman von Robert Harris: Dictator aus dem Jahr 2015.
- Marcus Annaeus Lucanus in De bello civili
- Goethe: Faust die Hexe Erichtho